# Wendell Lira
Wendell Lira (Goiânia, 7 gennaio 1989) è un ex calciatore brasiliano, di ruolo attaccante.

## Caratteristiche tecniche
Ala destra, può giocare anche come esterno d'attacco a sinistra o come seconda punta.

## Carriera

### Club
Il 12 marzo 2015 mette a segno in rovesciata il primo gol della sfida valida per il campionato Goiano tra Atlético Goianiense e la sua Goianésia (1-2): l'11 gennaio 2016 questa rete è premiata con il Premio Puskás assegnato dalla FIFA, battendo i gol di Lionel Messi e di Alessandro Florenzi.
Il 29 luglio 2016  ha annunciato il suo ritiro dal calcio giocato, per dedicarsi alla carriera di videogiocatore professionista.

## Palmarès

### Club
- Campionato Goiano: 1

Goiás: 2009
- Campionato Cearense: 1

Fortaleza: 2010
- Campeonato Goiano Terceira Divisão: 1

Novo Horizonte: 2013

### Individuale
- FIFA Puskás Award: 1

2015 (Goianésia-Atlético Goianiense)